# Brachytarsomys villosa
Brachytarsomys villosa é uma espécie de roedor da família Nesomyidae.
É endêmica de Madagascar.